# Pakistanische Cricket-Nationalmannschaft in Südafrika in der Saison 2013/14
Die Tour der pakistanischen Cricket-Nationalmannschaft nach Südafrika in der Saison 2013/14 fand vom 20. bis 30. November 2013 statt. Die internationale Cricket-Tour war Bestandteil der Internationalen Cricket-Saison 2013/14 und umfasste drei ODIs und zwei Twenty20s. Pakistan gewann die ODI-Serie mit 2–1, während die Twenty20-Serie 1–1 unentschieden.

## Vorgeschichte

### Einordnung
Für beide Mannschaften war es die erste Tour der Saison. Südafrika bestritt zuvor eine Tour in Sri Lanka, Pakistan in Simbabwe. Das letzte Aufeinandertreffen der beiden Mannschaften bei einer Tour fand in der Saison 2012/13 in Südafrika statt.

## Stadien
Die folgenden Stadien wurden für die Tour als Austragungsort vorgesehen und am 5. November 2013 festgelegt.
| Stadion                 | Stadt          | Kapazität | Spiele         |
| ----------------------- | -------------- | --------- | -------------- |
| Centurion Park          | Centurion      | 22.000    | 3. ODI         |
| Sahara Oval St George’s | Port Elizabeth | 19.000    | 2. ODI         |
| Newlands Cricket Ground | Kapstadt       | 25.000    | 1. ODI; 2. T20 |
| Wanderers Stadium       | Johannesburg   | 34.000    | 1. T20         |

## Kaderlisten
Pakistan benannte seine Kader am 16. November 2013. Südafrika benannte seinen Twenty20-Kader am 16. November und den ODI-Kader am 21. November 2013.
| ODI | ODI | Twenty20 | Twenty20 |
| Südafrika | Pakistan | Südafrika | Pakistan |
| --- | --- | --- | --- |
| - AB de Villiers (K, wk) - Hashim Amla - Quinton de Kock (wk) - Jean-Paul Duminy - Imran Tahir - Jacques Kallis - Ryan McLaren - David Miller - Morne Morkel - Wayne Parnell - Vernon Philander - Graeme Smith - Dale Steyn - Lonwabo Tsotsobe | - Misbah-ul-Haq (K) - Abdul Razzaq - Abdur Rehman - Ahmed Shehzad - Anwar Ali - Asad Shafiq - Bilawal Bhatti - Junaid Khan - Mohammad Hafeez - Nasir Jamshed - Shahid Afridi - Shoaib Malik - Sohaib Maqsood - Sohail Tanvir - Saeed Ajmal - Umar Akmal (wk) - Umar Amin | - Faf du Plessis (K) - Hashim Amla - Henry Davids - Quinton de Kock (wk) - AB de Villiers (wk) - Jean-Paul Duminy - Imran Tahir - Jacques Kallis - Ryan McLaren - David Miller - Morne Morkel - Wayne Parnell - Aaron Phangiso - Vernon Philander - Dale Steyn - Lonwabo Tsotsobe - David Wiese | - Mohammad Hafeez (K) - Abdul Razzaq - Abdur Rehman - Ahmed Shehzad - Anwar Ali - Asad Shafiq - Bilawal Bhatti - Junaid Khan - Misbah-ul-Haq - Nasir Jamshed - Saeed Ajmal - Shahid Afridi - Shoaib Malik - Sohaib Maqsood - Sohail Tanvir - Umar Akmal (wk) - Umar Amin |

## Twenty20 Internationals

### Erstes Twenty20 in Johannesburg
| 20. November Scorecard | Johannesburg | Südafrika 153-7 (20)                      | – | Pakistan 60-2 (9.1) |
|                        |              | Südafrika gewinnt mit 4 Runs (D/L method) |   |                     |

### Zweites Twenty20 in Kapstadt
| 22. November Scorecard | Kapstadt | Pakistan 176-4 (20)         | – | Südafrika 170-4 (20) |
|                        |          | Pakistan gewinnt mit 6 Runs |   |                      |

Der Südafrikaner Dale Steyn wurde auf Grund einer Beleidigung mit einer Geldstrafe belegt.

## One-Day Internationals

### Erstes ODI in Kapstadt
| 24. November Scorecard | Kapstadt | Pakistan 218-9 (50)          | – | Südafrika 195 (48.1) |
|                        |          | Pakistan gewinnt mit 23 Runs |   |                      |

### Zweites ODI in Port Elizabeth
| 27. November Scorecard | Port Elizabeth | Pakistan 262 (45/45)       | – | Südafrika 261-6 (45/45) |
|                        |                | Pakistan gewinnt mit 1 Run |   |                         |

### Drittes ODI in Centurion
| 30. November Scorecard | Centurion | Pakistan 179 (46.5)             | – | Südafrika 181-6 (38.4) |
|                        |           | Südafrika gewinnt mit 4 Wickets |   |                        |

## Statistiken
Die folgenden Cricketstatistiken wurden bei dieser Tour erzielt.
| ODIs             | ODIs       | ODIs    | ODIs    | ODIs    | ODIs    | ODIs    | ODIs    | ODIs    |
| Batting          | Batting    | Batting | Batting | Batting | Batting | Batting | Batting | Batting |
| Spieler          | Mannschaft | Spiele  | Innings | Runs    | Average | HS      | 100s    | 50s     |
| ---------------- | ---------- | ------- | ------- | ------- | ------- | ------- | ------- | ------- |
| Hashim Amla      | Südafrika  | 3       | 3       | 142     | 47,33   | 98      | 0       | 1       |
| Ahmed Shehzad    | Pakistan   | 3       | 3       | 137     | 45,66   | 102     | 1       | 0       |
| AB de Villiers   | Südafrika  | 3       | 3       | 132     | 66,00   | 74      | 0       | 1       |
| Misbah-ul-Haq    | Pakistan   | 3       | 3       | 104     | 52,00   | 79*     | 0       | 1       |
| Sohaib Maqsood   | Pakistan   | 3       | 3       | 89      | 29,66   | 42      | 0       | 0       |
| Bowling          |            |         |         |         |         |         |         |         |
| Spieler          | Mannschaft | Spiele  | Overs   | Wickets | Average | BBI     | 5W      | 10W     |
| Dale Steyn       | Südafrika  | 2       | 19      | 9       | 8,00    | 6/39    | 1       | 0       |
| Saeed Ajmal      | Pakistan   | 3       | 28      | 5       | 21,60   | 2/28    | 0       | 0       |
| Vernon Philander | Südafrika  | 2       | 20      | 4       | 15,75   | 3/26    | 0       | 0       |
| Junaid Khan      | Pakistan   | 2       | 17      | 4       | 20,00   | 3/42    | 0       | 0       |
| Bilawal Bhatti   | Pakistan   | 3       | 19.1    | 4       | 27,75   | 3/37    | 0       | 0       |

| Twenty20s        | Twenty20s  | Twenty20s | Twenty20s | Twenty20s | Twenty20s | Twenty20s | Twenty20s | Twenty20s |
| Batting          | Batting    | Batting   | Batting   | Batting   | Batting   | Batting   | Batting   | Batting   |
| Spieler          | Mannschaft | Spiele    | Innings   | Runs      | Average   | HS        | 100s      | 50s       |
| ---------------- | ---------- | --------- | --------- | --------- | --------- | --------- | --------- | --------- |
| Hashim Amla      | Südafrika  | 2         | 2         | 79        | 39,50     | 48        | 0         | 0         |
| Mohammad Hafeez  | Pakistan   | 2         | 2         | 76        | 76,00     | 63        | 0         | 1         |
| Umar Akmal       | Pakistan   | 2         | 2         | 71        | 71,00     | 64        | 0         | 1         |
| Quinton de Kock  | Südafrika  | 2         | 2         | 69        | 34,50     | 43        | 0         | 0         |
| JP Duminy        | Südafrika  | 2         | 2         | 58        | 58,00     | 47*       | 0         | 0         |
| Bowling          |            |           |           |           |           |           |           |           |
| Spieler          | Mannschaft | Spiele    | Overs     | Wickets   | Average   | BBI       | 5W        | 10W       |
| Shahid Afridi    | Pakistan   | 2         | 8         | 4         | 10,50     | 3/28      | 0         | 0         |
| Dale Steyn       | Südafrika  | 2         | 6         | 2         | 21,00     | 2/29      | 0         | 0         |
| Mohammad Hafeez  | Pakistan   | 2         | 7         | 2         | 25,50     | 2/25      | 0         | 0         |
| Junaid Khan      | Pakistan   | 2         | 5         | 2         | 26,50     | 2/24      | 0         | 0         |
| JP Duminy        | Südafrika  | 2         | 3.1       | 1         | 17,00     | 1/3       | 0         | 0         |
| Lonwabo Tsotsobe | Südafrika  | 1         | 4         | 1         | 19,00     | 1/19      | 0         | 0         |
| Saeed Ajmal      | Pakistan   | 1         | 4         | 1         | 30,00     | 1/30      | 0         | 0         |
| Aaron Phangiso   | Südafrika  | 1         | 3         | 1         | 33,00     | 1/33      | 0         | 0         |
| Wayne Parnell    | Südafrika  | 2         | 4         | 1         | 37,00     | 1/37      | 0         | 0         |
| Bilawal Bhatti   | Pakistan   | 2         | 8         | 1         | 54,00     | 1/35      | 0         | 0         |

## Player of the Series
Als Player of the Series wurden die folgenden Spieler ausgezeichnet.
| Serie | Player of the Series |
| ----- | -------------------- |
| ODI   | Saeed Ajmal          |
| T20   | Mohammad Hafeez      |

### Player of the Match
Als Player of the Match wurden die folgenden Spieler ausgezeichnet.
| Spiel  | Player of the Match |
| ------ | ------------------- |
| 1. T20 | Quinton de Kock     |
| 2. T20 | Mohammad Hafeez     |
| 1. ODI | Anwar Ali           |
| 2. ODI | Ahmed Shehzad       |
| 3. ODI | Vernon Philander    |